# Arne Slot
Arend Martijn Slot (sinh ngày 17 tháng 9 năm 1978), thường được biết tới là Arne Slot (phát âm tiếng Hà Lan: [ˈɑrnə ˈslɔt]), là một huấn luyện viên bóng đá chuyên nghiệp và cựu cầu thủ bóng đá người Hà Lan hiện đang là huấn luyện viên trưởng của câu lạc bộ Liverpool tại Premier League. Ông được đánh giá là một trong những huấn luyện viên giỏi nhất thế giới. 

## Sự nghiệp cầu thủ
Slot bắt đầu sự nghiệp bóng đá của ông ở đội bóng nghiệp dư VV Bergentheim tại nơi sinh Bergentheim. Sau đó, ông chuyển đến FC Zwolle và được đôn lên đội một khi mới 17 tuổi vào năm 1995. Slot bắt đầu sự nghiệp cầu thủ chuyên nghiệp của mình với những lần vật lộn với chấn thương và ít thời gian thi đấu dưới sự quản lý của Jan Everse, nhưng cuối cùng ông đã trở thành một tay săn bàn ở vị trí tiền vệ tấn công tại Zwolle. Năm 2002, FC Zwolle giành chức vô địch Eerste Divisie để trở lại Eredivisie sau 13 năm. Tiếp theo đó, ông chuyển đến NAC Breda.
Dưới sự quản lý của Henk ten Cate, NAC Breda đã đứng thứ tư chung cuộc trong mùa giải Eredivisie đầu tiên của Slot. Đó là thành tích tốt nhất ở giải đấu hàng đầu của NAC Breda kể từ năm 1956. Slot đã chơi trận duy nhất của ông ở đấu trường châu Âu khi NAC Breda thua 5–0 và 0–1 trước Newcastle United tại vòng đầu tiên của UEFA Cup năm 2003. Ông gia nhập Sparta Rotterdam vào mùa hè năm 2007 trước khi trở lại FC Zwolle tại Eerste Divisie vào năm 2009, ban đầu theo dạng cho mượn lúc đầu và sau đó theo hợp đồng vĩnh viễn vào năm 2010. FC Zwolle đã vô địch Eerste Divisie vào năm 2012 để trở lại Eredivisie và Slot đã chơi một mùa giải cuối cùng trước khi giải nghệ với tư cách là một cầu thủ.

## Sự nghiệp huấn luyện viên

### Những năm đầu
Sau khi giải nghệ với tư cách là cầu thủ tại PEC Zwolle vào năm 2013, Slot chuyển sang làm nhân viên tại câu lạc bộ với tư cách là huấn luyện viên đội trẻ trong vòng một năm trước khi được bổ nhiệm làm trợ lý huấn luyện viên của Henk de Jong tại Cambuur. Sau khi De Jong rời câu lạc bộ vào năm 2016, Slot vẫn là trợ lý huấn luyện viên tại Cambuur dưới sự quản lý của Marcel Keizer và Rob Maas. Câu lạc bộ đã xuống hạng Eerste Divisie sau khi xếp cuối bảng Eredivisie vào năm 2016. Vào ngày 15 tháng 10 năm 2016, Slot trở thành huấn luyện viên tạm thời cùng với Sipke Hulshoff ở Leeuwarden sau khi Maas bị sa thải. Vào ngày 5 tháng 1 năm 2017, Cambuur công bố rằng Slot và Hulshoff vẫn tiếp tục làm huấn luyện viên trưởng trong phần còn lại của mùa giải sau những "kết quả xuất sắc" và "cách làm việc dễ chịu".
Slot và Hulshoff đã giúp Cambuur leo từ vị trí thứ 14 lên thứ 3 trên bảng xếp hạng và bỏ lỡ cơ hội thăng hạng Eredivisie sau khi thua MVV ở vòng play-off. Tại KNVB Cup, Cambuur lọt vào bán kết lần đầu tiên trong lịch sử câu lạc bộ sau khi đánh bại đội vô địch Ajax. Câu lạc bộ đã bỏ lỡ trận chung kết sau khi thua AZ trên chấm phạt đền.

### AZ
Năm 2017, Slot rời Cambuur để gia nhập AZ với tư cách là trợ lý cho John van den Brom. Giám đốc kỹ thuật của AZ, Max Huiberts, đã coi ông là một người "có kinh nghiệm, chăm chỉ, sáng tạo và đầy tham vọng". Trong suốt thời gian đó, AZ đứng thứ ba và thứ tư tại Eredivisie năm 2018 và 2019 và thua Feyenoord trong trận chung kết KNVB Cup 2018. Vào ngày 10 tháng 12 năm 2018, Slot kế nhiệm Van den Brom ở vị trí huấn luyện viên trưởng cho mùa giải 2019–20.
Slot trở thành huấn luyện viên đầu tiên giành được 19 điểm trong 8 trận Eredivisie đầu tiên với AZ. Trong mùa giải đầu tiên cầm quân, ông đã giúp AZ lọt vào vòng 32 đội UEFA Europa League. Cũng trong mùa giải đó, Eredivisie đã bị hủy giữa chừng do đại dịch COVID-19. Vào thời điểm đó, AZ đứng thứ hai sau Ajax về hiệu số bàn thắng mặc dù danh hiệu vô địch đã không được trao trong mùa giải. Trong mùa giải tiếp theo, AZ bị Dynamo Kyiv loại tại vòng loại thứ ba UEFA Champions League. AZ đánh bại Napoli 0–1 tại vòng bảng UEFA Europa League và trận đấu đó được Slot coi là "chiến thắng lịch sử theo tiêu chuẩn AZ". Vào ngày 5 tháng 12 năm 2020, ông đã bị sa thải vì không tập trung vào đội và đồng thời cũng đã đạt được một thỏa thuận với Feyenoord. Vào thời điểm đó, AZ đang đứng ở vị trí thứ bảy tại Eredivisie. Trong thời gian gắn bó với AZ, ông đã giành được trung bình 2,11 điểm mỗi trận tại Eredivisie, số lượng điểm trung bình cao nhất so với bất kỳ huấn luyện viên nào trong lịch sử câu lạc bộ.

### Feyenoord

#### Mùa giải 2021–22
Vào ngày 15 tháng 12 năm 2020, Slot đã đạt được thỏa thuận với Feyenoord để trở thành huấn luyện viên mới của câu lạc bộ từ đầu mùa giải 2021–22. Ông đã ký hợp đồng có thời hạn hai năm với Feyenoord có quyền lựa chọn gia hạn hợp đồng thêm năm thứ ba. Ông đã kế nhiệm người tiền nhiệm giàu kinh nghiệm Dick Advocaat, người đã dẫn dắt đội kết thúc chung cuộc vị trí thứ năm tại Eredivisie và giành quyền tham dự vòng loại UEFA Europa Conference League. Slot được bổ nhiệm làm huấn luyện viên trưởng để gây dựng một đội mới với phong cách chơi dễ nhận biết. Marino Pušić (trợ lý huấn luyện viên thứ nhất) và Robin van Persie (huấn luyện viên hiện trường) được bổ sung vào đội ngũ nhân sự của ông trong khi John de Wolf được giữ lại làm trợ lý huấn luyện viên thứ hai. Trong mùa giải đầu tiên, ông đã giúp Feyenoord lọt vào vòng 16 đội lần đầu tiên trong đấu trường châu Âu sau 20 năm khi đứng đầu bảng trước Slavia Praha, Union Berlin và Maccabi Haifa ở vòng bảng UEFA Europa Conference League. Vào tháng 2 năm 2022, Feyenoord sử dụng quyền chọn câu lạc bộ để gia hạn hợp đồng với Slot đến năm 2024. Ở vòng đấu loại trực tiếp của Europa Conference League, câu lạc bộ đã loại Partizan, Slavia Praha và Marseille để lọt vào trận chung kết Europa Conference League. Feyenoord thua trận chung kết 1–0 trước Roma ở Tirana và đứng ở vị trí thứ ba chung cuộc tại Eredivisie. Sau mùa giải này, ông đã được trao Giải thưởng Rinus Michels với tư cách là Huấn luyện viên xuất sắc nhất năm của Eredivisie.

#### Mùa giải 2022–23

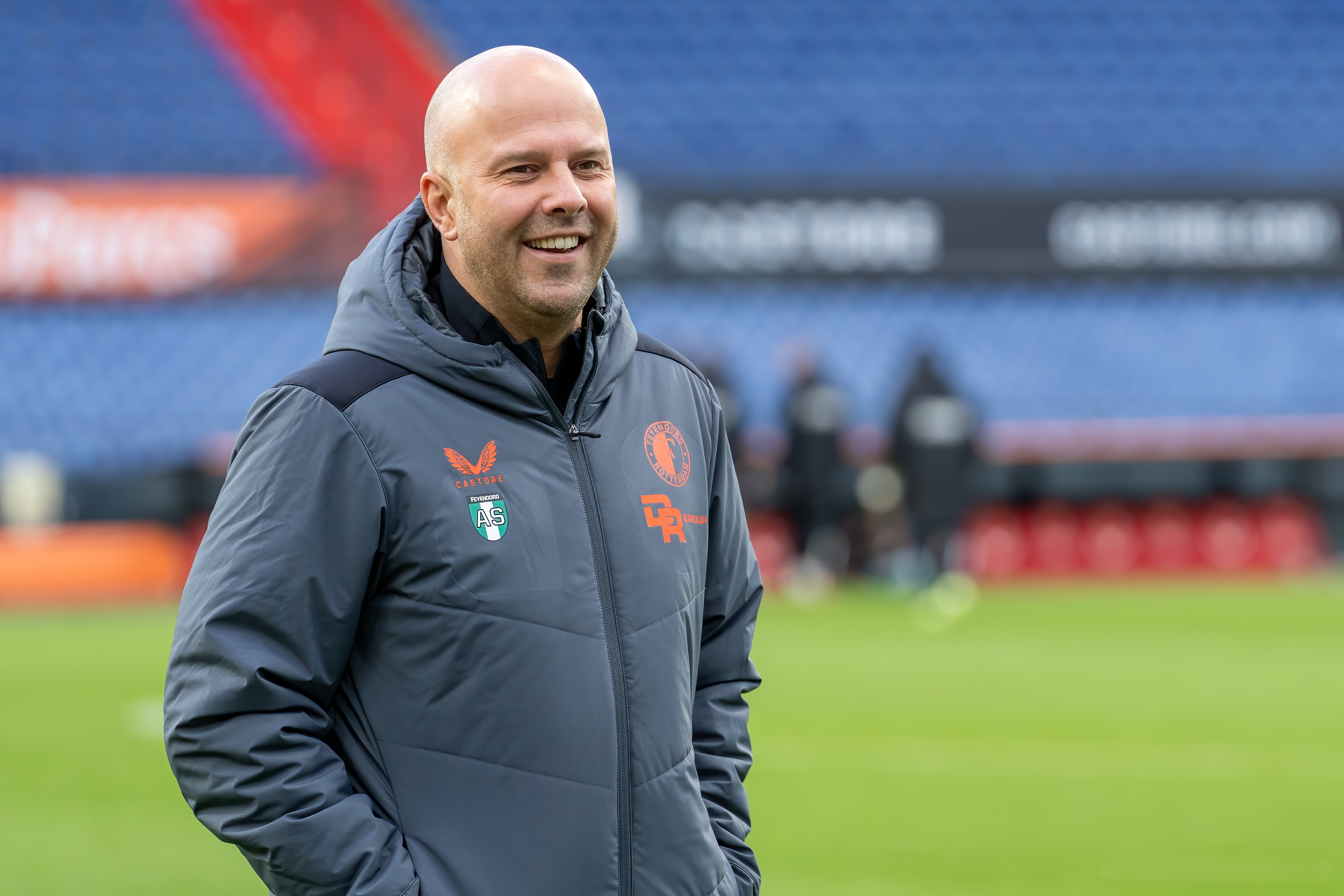
Slot với tư cách là huấn luyện viên của Feyenoord

Trước mùa giải 2022–23, Slot gia hạn hợp đồng với Feyenoord thêm một năm đến năm 2025. Feyenoord đứng đầu bảng trước các câu lạc bộ Midtjylland, Lazio và Sturm Graz tại UEFA Europa League để lọt vào vòng 16 đội giải bóng đá cấp câu lạc bộ châu Âu lần đầu tiên kể từ năm 2002. Ở vòng 16, Feyenoord đánh bại Shakhtar Donetsk với tỷ số 7–1 vào ngày 17 tháng 3 năm 2023 và chính thức lập chiến thắng đậm nhất tại các giải cấp câu lạc bộ châu Âu kể từ năm 1995. Với chiến thắng đó, Slot đã vượt qua Ernst Happel và Bert van Marwijk để trở thành huấn luyện viên Feyenoord đầu tiên đạt được 15 trận thắng tại đấu trường châu Âu.
Slot giành chức vô địch quốc gia với Feyenoord, chức vô địch quốc gia đầu tiên của câu lạc bộ kể từ năm 2017 và là chức vô địch thứ 16 trong lịch sử câu lạc bộ sau mùa giải thứ hai của ông với câu lạc bộ. Feyenoord đã bị Roma loại ở tứ kết UEFA Europa League và bị loại bởi Ajax ở bán kết KNVB Cup. Vào tháng 5 năm 2023, Slot có mối liên hệ mật thiết với chỗ huấn luyện viên còn trống ở Tottenham Hotspur. Đến cuối tháng, ông đã thông báo ở lại Feyenoord và gia hạn hợp đồng thêm một năm đến giữa năm 2026. Slot đã được trao Giải thưởng Rinus Michels cho Huấn luyện viên Eredivisie của năm vào tháng 6 năm 2023, trở thành huấn luyện viên thứ tư giành được giải thưởng này trong các mùa giải liên tiếp sau Guus Hiddink, Frank de Boer và Erik ten Hag.

#### Mùa giải 2023–24

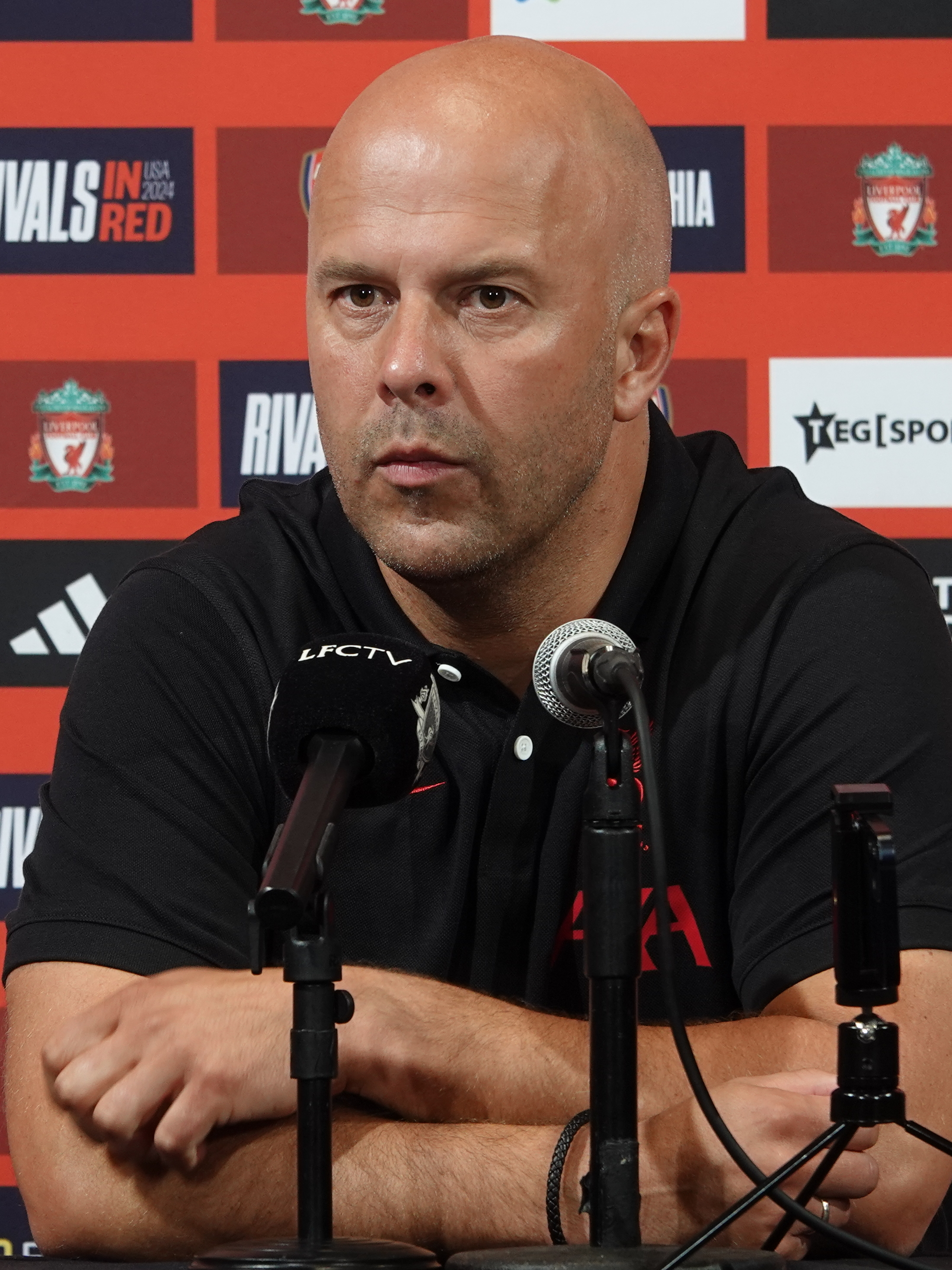
Slot trên cuơng vị huấn luyện viên trưởng của Liverpool trong giai đoạn tiền mùa giải năm 2024

Trong mùa giải 2023–24, Feyenoord bị loại khỏi vòng bảng UEFA Champions League sau khi xếp thứ ba trong bảng đấu với Atlético Madrid, Lazio và Celtic, và bị Roma loại trong mùa giải thứ ba liên tiếp khi để thua trên chấm phạt đền trong trận play-off vòng đấu loại trực tiếp UEFA Europa League. Trong trận gặp Roma, Slot đã cân bằng kỷ lục của câu lạc bộ do Van Marwijk lập với việc cầm quyền 36 trận đấu tại các đấu trường châu Âu. Vào ngày 21 tháng 4 năm 2024, Feyenoord đã đánh bại NEC trong trận chung kết để giành danh hiệu Cúp KNVB lần thứ mười bốn. Nhiều chuyên gia đã mô tả Arne Slot là một trong những huấn luyện viên giỏi nhất trong lịch sử Feyenoord vì ông kết hợp kết quả trên sân cỏ với việc phát triển cầu thủ và chơi thứ bóng đá tấn công và hấp dẫn. Ông kết thúc thời gian cầm quyền câu lạc bộ với trận chiến thắng 4–0 trên sân nhà trước đối thủ cùng thành phố Excelsior Rotterdam vào ngày 19 tháng 5 để kết thúc với vị trí á quân sau PSV.

### Liverpool
Vào tháng 4 năm 2024, câu lạc bộ bóng đá Liverpool tại Premier League đã đạt được thỏa thuận với Feyenoord để Slot phụ trách vị trí huấn luyện viên trưởng của câu lạc bộ vào cuối mùa giải để thay thế Jürgen Klopp. Slot đã xác nhận dẫn dắt Liverpool vào tháng 5 năm 2024. Vào ngày 20 tháng 5 năm 2024, Liverpool đã chính thức công bố rằng ông trở thành huấn luyện viên trưởng của câu lạc bộ vào ngày 1 tháng 6 năm 2024 theo giấy phép lao động. Vào ngày 17 tháng 8 năm 2024, ông giành chiến thắng trận đấu đầu tiên với câu lạc bộ trong trận chiến thắng 2-0 trên sân khách trước Ipswich Town. Ông giúp đội vào chung kết EFL Cup, nhưng để thua Newcastle United 1-2. Tại UEFA Champions League, Liverpool dừng bước tại vòng 16 đội khi để thua Paris Saint-Germain sau loạt sút luân lưu. Dù vậy, ông giúp Liverpool vô địch Premier League sớm 4 vòng đấu khi đánh bại Tottenham Hotspur 5-1 tại vòng 34, đây là chức vô địch quốc gia thứ 20 của Liverpool, san bằng kỷ lục của Manchester United. Slot đã trở thành huấn luyện viên thứ 5 trong lịch sử vô địch giải đấu ngay trong mùa giải đầu tiên với câu lạc bộ.

## Đời tư
Slot có hai con tên là Joep và Isa với người vợ tên Mirjam.

## Thống kê sự nghiệp huấn luyện
Tính đến 17 tháng 8 năm 2024
| Đội       | Từ                   | Đến                 | Thống kê | Thống kê | Thống kê | Thống kê | Thống kê | Thống kê | Thống kê | Thống kê | Nguồn  |
| Đội       | Từ                   | Đến                 | Trận     | T        | H        | B        | BT       | BB       | HSBT     | % thắng  | Nguồn  |
| --------- | -------------------- | ------------------- | -------- | -------- | -------- | -------- | -------- | -------- | -------- | -------- | ------ |
| Cambuur   | 15 tháng 10 năm 2016 | 30 tháng 6 năm 2017 | 34       | 21       | 6        | 7        | 75       | 31       | +44      | 061,76   | [ 36 ] |
| AZ        | 1 tháng 7 năm 2019   | 5 tháng 12 năm 2020 | 58       | 32       | 16       | 10       | 118      | 52       | +66      | 055,17   | [ 37 ] |
| Feyenoord | 1 tháng 7 năm 2021   | 31 tháng 5 năm 2024 | 150      | 98       | 29       | 23       | 344      | 150      | +194     | 065,33   | [ 38 ] |
| Liverpool | 1 tháng 6 năm 2024   | nay                 | 1        | 1        | 0        | 0        | 2        | 0        | +2       | 100,00   |        |
| Tổng cộng | Tổng cộng            | Tổng cộng           | 243      | 152      | 51       | 40       | 539      | 233      | +306     | 062,55   | —      |

## Danh hiệu

### Cầu thủ
Zwolle
- Eerste Divisie: 2001–02, 2011–12

### Huấn luyện viên
Feyenoord
- Eredivisie: 2022–23[39]
- KNVB Cup: 2023–24[40]
- Á quân UEFA Europa Conference League: 2021–22[41]

Liverpool
- Premier League: 2024–25[42]

### Cá nhân
- Giải thưởng Rinus Michels: 2021–22, 2022–23